# 排他的経済水域における漁業等に関する主権的権利の行使等に関する法律
排他的経済水域における漁業等に関する主権的権利の行使等に関する法律（はいたてきけいざいすいいきにおけるぎょぎょうとうにかんするしゅけんてきけんりのこうしとうにかんするほうりつ、平成8年6月14日法律第76号）は、排他的経済水域における漁業等に関する主権的権利の行使等に関する日本の法律である。通称は漁業主権法、EEZ漁業法。

## 所管官庁
- 農林水産省輸出・国際局国際経済課
- 水産庁資源管理部漁業取締課[1]

## 概要
海洋法に関する国際連合条約に定める権利を的確に行使することにより海洋生物資源の適切な保存及び管理を図るため、排他的経済水域（EEZ）における漁業等に関する主権的権利の行使等について必要な措置を規定している。
外国人による日本の排他的経済水域における漁業を規制することが主眼となっている。
この法律の施行に伴い、漁業水域に関する暫定措置法は廃止となった。

## 罰則の大幅な強化
2014年、小笠原諸島周辺海域で中国漁船サンゴ密漁問題が発生し、第187回国会において外国人違反者への罰則を強化する改正が行われた。これにより従前の1000万円以下の罰金が3000万円以下の罰金に引き上げられた。また、漁業法で定められていた30万円以下の罰金となる立入検査忌避の罰則も、本改正法で新たに罰則が定められ、300万円以下の罰金に引き上げられた。また、第24条第2項で「事件の種別及び態様その他の情状に応じ、政令で定めるところにより、主務大臣の定める基準に従って」決定するとされる、違反した外国人が国際的なボンド制度で早期釈放される場合の担保金の基準額も、罰金と同額の各3000万円と300万円に引き上げられた。特にサンゴの違法採取については厳格化され、違法サンゴ1kgあたりに600万円の加算担保金が科せられることになった。これと同時に、外国人による領海での漁業を定めた外国人漁業の規制に関する法律（外規法）も改正され、同様に罰則が強化された。